# Liste der Bodendenkmale in Einbeck
In der Liste der Bodendenkmale in Einbeck sind die Bodendenkmale der niedersächsischen Gemeinde Einbeck aufgeführt. Die Quelle ist der Denkmalatlas Niedersachsen.
- Bitte beachten Sie, dass diese Liste keinen Anspruch auf Vollständigkeit erhebt.
- Die Angaben ersetzen nicht die rechtsverbindliche Auskunft der zuständigen Denkmalschutzbehörde.
- Es sind nur Daten aus dem Denkmalatlas verarbeitet.
- Der Stand der Liste ist der 8. Februar 2025.

Einbeck im Landkreis Northeim

## Allgemein
In den Spalten finden sich folgende Informationen des Bodendenkmales:
| Lage         | geographische Koordinaten                                                           |
| Bezeichnung  | Bezeichnung lt. Denkmalatlas                                                        |
| Beschreibung | Beschreibung lt. Denkmalatlas                                                       |
| ID           | Objekt-ID                                                                           |
| Bild         | Bild, ggf. zusätzlich mit Link zu weiteren Fotos im Medienarchiv Wikimedia Commons. |

## Einbeck

### Salzderhelden
| Lage                        | Bezeichnung                  | Beschreibung | ID       | Bild |
| --------------------------- | ---------------------------- | --- | -------- | ---- |
| 51° 48′ 40″ N, 9° 56′ 24″ O | Salzderhelden 48, Wegespuren | Wenig östl. der Wüstung Holdeshusen von der historischen Wegespur Salzderhelden - Rittierode nach O abzweigend und auf den Bönckerberg führend. Direkt südöstl. der Landstraße Salzderhelden-Rittierode durch ein Hohlwegbündel mit bis zu 10 parallelen Spuren von ca. 2 – 3 m T., teilweise bis 4 m T. auf einer Fläche von 200 × 150 m gut erhalten. Mittelalterlicher Weg von der Wüstung Holdeshusen an der zugehörigen Flur vorbei auf den Bönckerberg. - Teilstück ID: 38838290 | 34819871 | BW   |

## Kreiensen

### Bentierode

#### Bentierode 3
- ID:34818275
- Grabhügelfeld von 17 Grabhügeln mit 9 – 20 m Dm. und 0,5 – 1,7 m H. Lt. A. Tode (1940, 64, s. Lit.) wurden im Jahre 1904 von F. Fuhse 2 Grabhügel untersucht. 1939 Ausgrabung eines Grabhügels von 13 m Dm. und 1,05 m H. unter Leitung von A. Tode und F. Niquet.

| Lage                        | Bezeichnung   | Beschreibung | ID       | Bild |
| --------------------------- | ------------- | --- | -------- | ---- |
| 51° 50′ 39″ N, 10° 2′ 6″ O  | Bentierode 3  | Durchmesser ca. 13 m und Höhe ca. 1 m. Rund. Im Zentrum alter Suchschnitt von NO, Tierbaue.                                              | 34818276 | BW   |
| 51° 50′ 38″ N, 10° 2′ 7″ O  | Bentierode 4  | Durchmesser ca. 10 m und Höhe ca. 0,8 m. Rund. Im Zentrum längliche Einsenkung.                                                          | 34818277 | BW   |
| 51° 50′ 38″ N, 10° 2′ 6″ O  | Bentierode 5  | Durchmesser ca. 9 m und Höhe ca. 0,5 m. Rund. Einkuhlungen.                                                                              | 34818352 | BW   |
| 51° 50′ 40″ N, 10° 2′ 9″ O  | Bentierode 6  | Durchmesser ca. 16 m und Höhe ca. 1,1 m. Rund. Im Zentrum kleine Eingrabung. Im Zentrum und 2 × im S und NW angetrichtert.               | 34818353 | BW   |
| 51° 50′ 39″ N, 10° 2′ 8″ O  | Bentierode 7  | Durchmesser ca. 16 m und Höhe ca. 1,7 m. Annähernd rund. Zentrale Eintrichterung von 0,5 m T. Nordseitenkante durch Baumwurf beschädigt. | 34818354 | BW   |
| 51° 50′ 38″ N, 10° 2′ 9″ O  | Bentierode 8  | Durchmesser ca. 16 m und Höhe ca. 1,5 m. Rund. Kleine Einkuhlungen                                                                       | 34818416 | BW   |
| 51° 50′ 38″ N, 10° 2′ 8″ O  | Bentierode 9  | Größe ca. 20 × 15 m und Höhe ca. 1,2 m. Oval, annähernd N-S orientiert.                                                                  | 34818417 | BW   |
| 51° 50′ 39″ N, 10° 2′ 11″ O | Bentierode 10 | Durchmesser ca. 15 m und Höhe ca. 1 m. Rund. Oberfläche im Zentrum flach, evtl. angegraben.                                              | 34818418 | BW   |
| 51° 50′ 38″ N, 10° 2′ 12″ O | Bentierode 11 | Durchmesser ca. 20 m und Höhe ca. 1,2 m. Rund. Mittig von NNW nach SSO durch Forstfahrzeug mit deutlichen Fahrspuren überfahren.         | 34818518 | BW   |
| 51° 50′ 37″ N, 10° 2′ 13″ O | Bentierode 12 | Durchmesser ca. 13 m und Höhe ca. 0,8 m. Annähernd rund. Westflanke von Forstfahrzeug beschädigt.                                        | 34818519 | BW   |
| 51° 50′ 37″ N, 10° 2′ 14″ O | Bentierode 13 | Durchmesser ca. 10 m und Höhe ca. 0,7 m. Annähernd rund. Westflanke von Forstfahrzeug beschädigt.                                        | 34818520 | BW   |
| 51° 50′ 36″ N, 10° 2′ 15″ O | Bentierode 14 | Durchmesser ca. 16 m und Höhe ca. 1 m. Annähernd rund.                                                                                   | 34818550 | BW   |
| 51° 50′ 36″ N, 10° 2′ 13″ O | Bentierode 15 | Durchmesser ca. 14 m und Höhe ca. 0,7 m. Rund. Mittig von NO nach SW von Forstfahrzeug überfahren.                                       | 34818551 | BW   |
| 51° 50′ 36″ N, 10° 2′ 15″ O | Bentierode 16 | Durchmesser ca. 14 m und Höhe ca. 1,5 m. Annähernd rund. Große Kuppenmulde. Von SW ein Suchschnitt zum Zentrum.                          | 34818552 | BW   |
| 51° 50′ 35″ N, 10° 2′ 18″ O | Bentierode 17 | Durchmesser ca. 13 m und Höhe ca. 1 m. Rund. Kuppenmulde.                                                                                | 34818578 | BW   |
| 51° 50′ 34″ N, 10° 2′ 17″ O | Bentierode 18 | Durchmesser ca. 12 m und Höhe ca. 0,8 m. Rund.                                                                                           | 34818576 | BW   |
| 51° 50′ 36″ N, 10° 2′ 17″ O | Bentierode 21 | Durchmesser ca. 14 m und Höhe ca. 0,8 m. Ehemals rund. N-Hälfte abgetragen.                                                              | 34818577 | BW   |

### Greene
| Lage                        | Bezeichnung            | Beschreibung | ID       | Bild           |
| --------------------------- | ---------------------- | --- | -------- | -------------- |
| 51° 51′ 15″ N, 9° 56′ 5″ O  | Greene 4, Greener Burg | Höhenburg (Ruine) mit annähernd trapezförmiger Vorburg im S und annähernd rechteckiger Hinterburg im N auf einer Gesamtfläche von ca. 110 (N-S) × 60 m. Von der mehrere Meter hoch erhaltenen Burgaußenmauer wird eine Fläche von max. 88 × 56 m eingefasst. Der von S erfolgende Zugang zur Vorburg war durch einen ca. 18 m breiten und ca. 3 m tief in den anstehenden Kalkfelsen eingehauenen Halsgraben gegen das nach S ansteigende Gelände gesichert. Im Bereich der Vorburg lagen das gassenartige Haupttor, das über eine Zugbrücke über den Graben zugänglich war sowie zwei große Wohn- bzw. Wirtschaftsgebäude. In der SW-Ecke der Vorburg stand bis Anfang des 20. Jhs. ein Fachwerk-Tagelöhnerhaus, das im Jahre 1914 abbrannte. Direkt von der ca. 1,5 m mächtigen Trennmauer zwischen Vor- und Hinterburg steht der fast 25 m hoch erhaltene Bergfried mit quadratischem Grundriss. Seine Außenmaße betragen 9 × 9 m, die Mauerstärke liegt im untersten zugänglichen Bereich bei 2,85 m. | 34819361 | Weitere Bilder |
| 51° 50′ 58″ N, 9° 54′ 58″ O | Greene 5, Grabhügel    | Durchmesser ca. 13 m und Höhe ca. 0,7 m. Annähernd rund. | 34819449 | BW             |
| 51° 50′ 48″ N, 9° 55′ 47″ O | Greene 9, Grabhügel    | Durchmesser ca. 12 m und Höhe ca. 1 m. Rund. In der Mitte aufgewühlt, die aus Muschelkalksteinplatten bestehende Steinsetzung ist zerstört. | 34819363 | BW             |
| 51° 50′ 52″ N, 9° 55′ 30″ O | Greene 10, Grabhügel   | Durchmesser ca. 12 m und Höhe ca. 1 m. Rund. Ältere Störung durch „Grabung“ im Zentrum. | 34819397 | BW             |
| 51° 50′ 57″ N, 9° 55′ 23″ O | Greene 11, Grabhügel   | Durchmesser ca. 12 m und Höhe ca. 1 m. Rund. | 34817045 | BW             |
| 51° 50′ 49″ N, 9° 55′ 21″ O | Greene 12, Grabhügel   | Durchmesser ca. 11 m und Höhe ca. 0,5 m. Annähernd rund. Flache Kuppenmulde. | 34819448 | BW             |
| 51° 50′ 51″ N, 9° 55′ 10″ O | Greene 13, Grabhügel   | Durchmesser ca. 15 m und Höhe ca. 0,7 m. Annähernd rund. Südl. Randbereich eingekuhlt. | 34817044 | BW             |
| 51° 50′ 47″ N, 9° 54′ 56″ O | Greene 16, Grabhügel   | Durchmesser ca. 11 m und Höhe ca. 0,7 m. Rund. | 34819399 | BW             |
| 51° 50′ 47″ N, 9° 54′ 54″ O | Greene 17, Grabhügel   | Durchmesser ca. 8 m und Höhe ca. 0,5 m. Rund. | 34819398 | BW             |
| 51° 50′ 54″ N, 9° 54′ 47″ O | Greene 18, Grabhügel   | Durchmesser ca. 8 m und Höhe ca. 0,5 m. Annähernd rund. | 34817046 | BW             |
| 51° 50′ 46″ N, 9° 55′ 40″ O | Greene 19, Grabhügel   | Durchmesser ca. 8 m und Höhe ca. 0,5 m. Rund. Nahe dem Zentrum große Kuppenmulde. | 34817098 | BW             |
| 51° 50′ 46″ N, 9° 55′ 41″ O | Greene 20, Grabhügel   | Durchmesser ca. 10 m und Höhe ca. 0,5 m. Rund. Im Randbereich tiefe Grabungsmulde, T. ca. 1 m. | 34817099 | BW             |
| 51° 50′ 45″ N, 9° 55′ 43″ O | Greene 21, Grabhügel   | Durchmesser ca. 9 m und Höhe ca. 0,5 m. Annähernd rund. Im NO-Bereich teilweise abgetragen. | 34817100 | BW             |
| 51° 50′ 45″ N, 9° 55′ 45″ O | Greene 22, Grabhügel   | Größe ca. 10 × 7 m und Höhe ca. 0,5 m. Annähernd oval. NW-SO-orientiert. Im SW wohl etwas abgetragen. | 34817117 | BW             |

### Ippensen
| Lage                        | Bezeichnung                   | Beschreibung | ID       | Bild           |
| --------------------------- | ----------------------------- | --- | -------- | -------------- |
| 51° 50′ 51″ N, 9° 57′ 11″ O | Ippensen 1, Hüburg bei Greene | Die Burganlage erstreckt sich über das gesamte Hochplateau mit einer Fläche von ca. 1,2 ha. N-S-Ausdehnung ca. 190 m, Breite in O-W-Richtung 60 – 80 m. An den Kanten zu den Steilhängen im O, N und W Befestigungsmauer aus Kalk- und Sandsteinen nachweisbar; im S grenzen 2 Abschnittswälle mit vorgelagerten Gräben die Anlage gegen den ansteigenden Bergrücken ab. Der äußere südl. Abschnittswall verläuft schwach bogenförmig und ist unregelmäßig aufgeworfen. L. ca. 80 m; Sohl-Br. 12-14 m; H. über umgebendem Gelände bis 1,5 m. Dem Wall ist eine Berme von ca. 3 – 4 m Br. und ein Graben von max. 10 m Br. und 1,5 m T. vorgelagert. In der Mitte sind Wall und Graben von einem neuzeitlichen Forstweg durchbrochen. | 34819258 | Weitere Bilder |

### Opperhausen
| Lage                       | Bezeichnung              | Beschreibung | ID       | Bild |
| -------------------------- | ------------------------ | --- | -------- | ---- |
| 51° 50′ 7″ N, 10° 1′ 20″ O | Opperhausen 3, Grabhügel | Durchmesser ca. 8 m und Höhe ca. 0,8 m. Annähernd rund. Im SW große trichterförmige Einsenkung (T. ca. 5 m) angrenzend. | 34819731 | BW   |